# Tazzari Zero
Tazzari Zero — это концепт электромобиля, построенный компанией Tazzari Group в Имоле, Италия, и представленный на Болонском автосалоне в 2009 году. В Tazzari Zero используется литий-ионный аккумулятор, обеспечивающий запас хода в 140 км (87 миль).

## Характеристики
Tazzari Zero имеет задний привод, двигатель авто расположен сзади. Время зарядки аккумуляторной батареи автомобиля составляет девять часов при стандартной зарядке, а двигатель может разогнать автомобиль до максимальной скорости 103 км/ч. Запас хода составляет 140 км (87 миль) в экономичном режиме (зелёный), а максимальный крутящий момент двигателя равен 150 Нм. Также, есть возможно зарядить аккумуляторы до 80 % за 50 минут, используя 3-фазный источник питания (зарядное устройство 380V Superfast).
Автомобиль с алюминиевым кузовом весит 542 кг с батареями. Электромобиль оборудован такими опциями: центральный замок, электрические стеклоподъёмники и зеркала, CD / MP3-плеер и 15-дюймовые легкосплавные диски.

## Цена
Базовая цена была запланирована в 2009 году на уровне 20 300 евро плюс НДС на европейском рынке. В Великобритании его оценили в 18 000 фунтов стерлингов. В США, где он считается местным электромобилем, Tazzari Zero планировалось продать за 29 900 долларов США, а из-за размера батареи он будет иметь право на получение федеральной налоговой льготы в размере 6 336 долларов США.

## Галерея

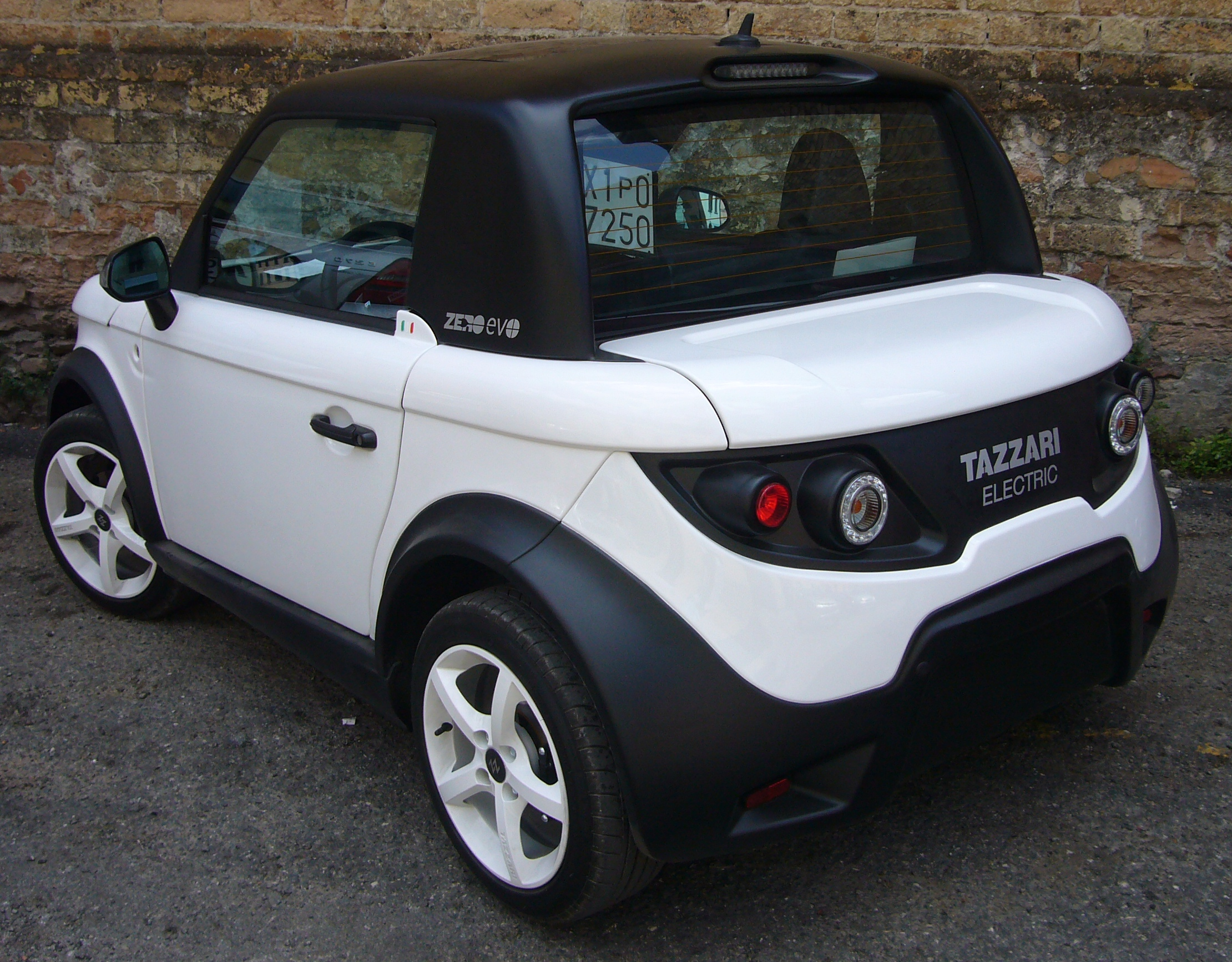
Tazzari Zero - вид сзади
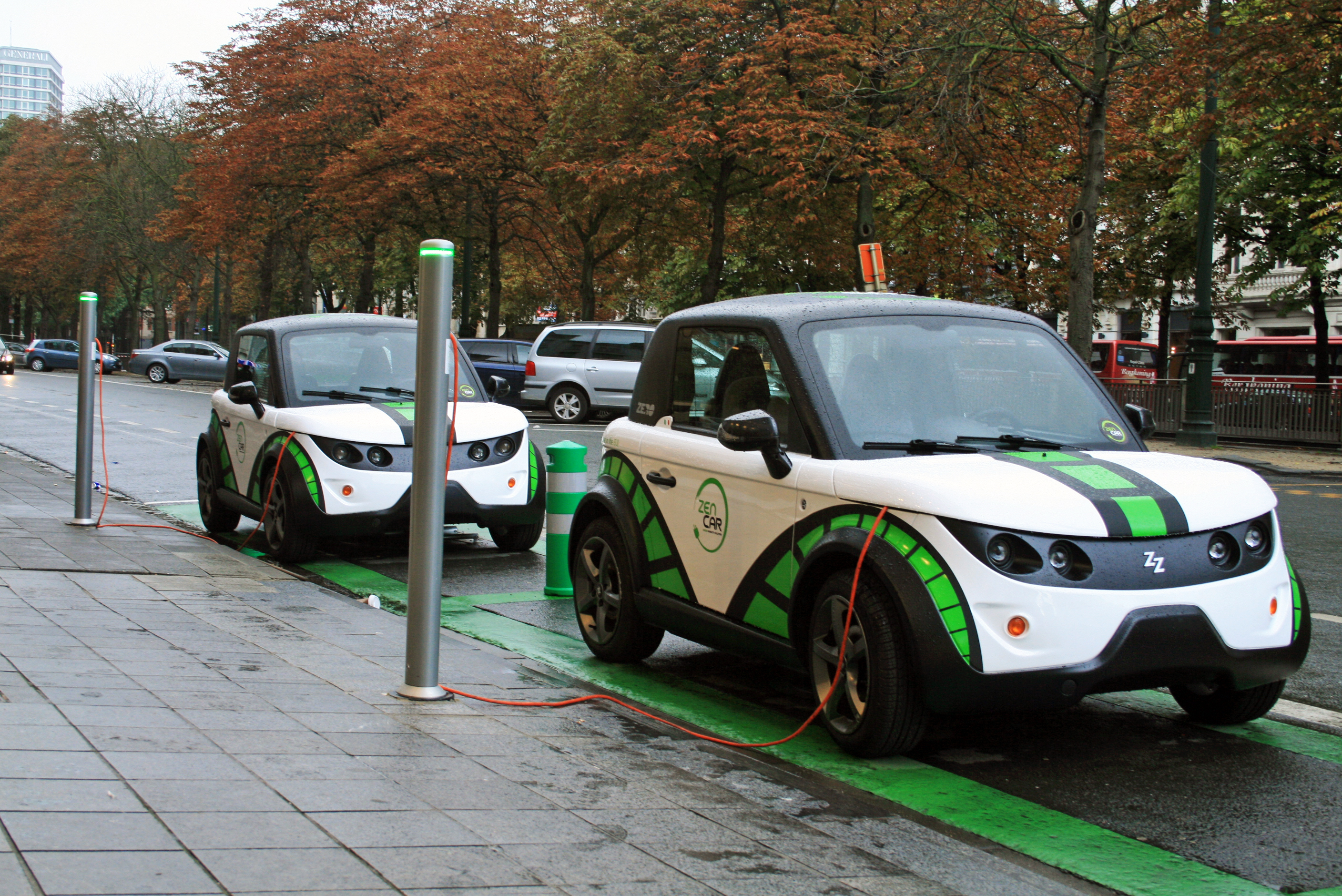
Два Tazzari Zero заряжаются на проспекте Луиз, Брюссель, Бельгия
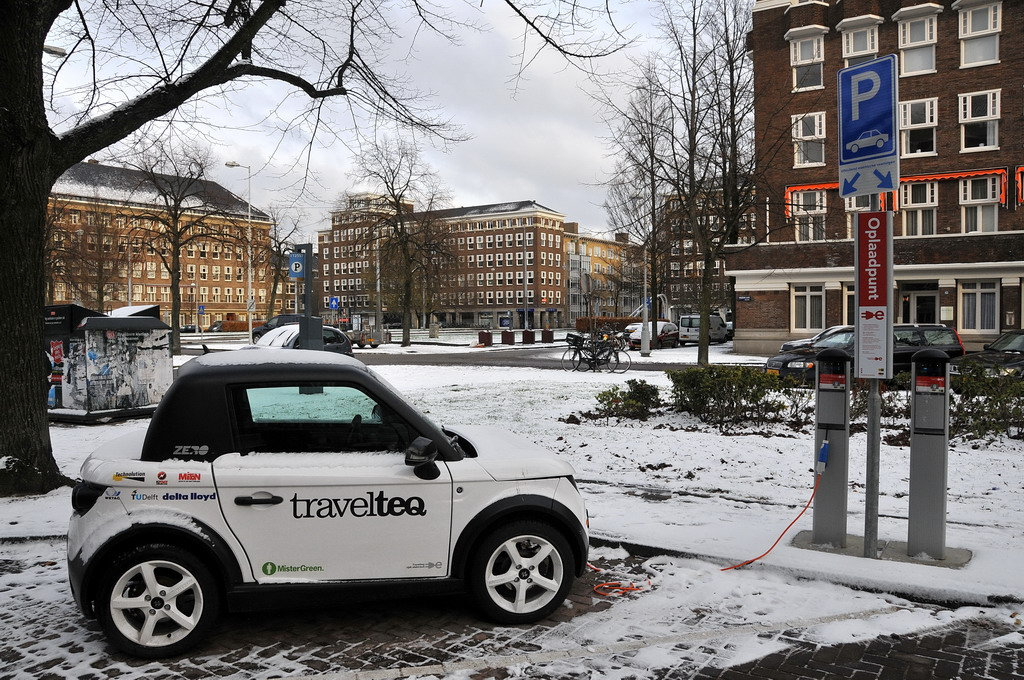
Tazzari Zero заряжается в Амстердаме